# Magdalena Reifová
Magdalena Reifová (* 24. listopadu 1963 Praha) je česká herečka, zpěvačka, moderátorka, dabérka a bývalá dětská herečka.

## Život
Magdalena Reifová se narodila do rodiny biologa a archivářky. Její dědeček z matčiny strany údajně hrál na trumpetu u Jaroslava Ježka a R. A. Dvorského. Herectví se věnuje od dětství, v roce 1972 vystupovala jako devítiletá v československém televizním seriálu Jana Eyrová. Poté následovala řada dalších rolí ve filmech pro děti.
Ve filmu vystupovala i během studií herectví na Pražské konzervatoři. Po absolutoriu konzervatoře se jejím prvním angažmá stalo nakrátko Divadlo E. F. Buriana. Poté odešla na mateřskou dovolenou. Od návratu z mateřské dovolené účinkuje v Divadelní společnosti Háta, hostuje v muzikálech uváděných v Hudebním divadle Karlín a věnuje se dabingu.
Od roku 1999 je jednou z moderátorek dětského televizního pořadu České televize Kouzelná školka, kde vystupuje pod přezdívkou Majda. Na pořadu se podílí i scenáristicky. V Českém rozhlase moderuje pořad Klub Rádia Junior. Věnuje se i zpěvu, vydala CD s hudbou Hany Navarové a texty Jana Vodňanského. Její manžel je geolog a mají spolu tři děti.

## Knihy
- NAVAROVÁ, Hana; REIFOVÁ, Magdalena; VODŇANSKÝ, Jan. Kde se schovávají pohádky. [s.l.]: Fragment, 2016. 80 s. ISBN 978-80-253-2969-6.

## CD
- 1995 – Splašil se kůň našíř
- 2006 – Písničky z Kouzelné školky 2. – Majda s Františkem
- 2008 – Majda a kamarádi nejen ze školky